# آگوستو مانچینی

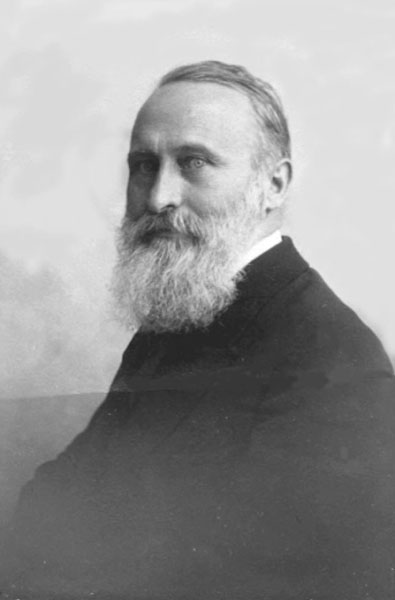
آگوستو مانچینی

آگوستو مانچینی (به ایتالیایی: Augusto Mancini)؛ (زاده ۲ مارس ۱۸۷۵ – درگذشته ۱۸ سپتامبر ۱۹۵۷) فیلولوژیست، یونان‌شناس و سیاستمدار ایتالیایی بود.

## زندگی‌نامه
مانچینی در لیورنو به دنیا آمد. در سال ۱۸۹۵ او در رشته ادبیات از دانشگاه پیزا فارغ‌التحصیل شد و شروع به تدریس در دبیرستان ماکیاولی در لوکا کرد و آنجا را به عنوان شهر خود انتخاب کرد. او در سال ۱۸۹۸ به عنوان مدرس ادبیات یونان باستان منصوب شد و در سال ۱۹۰۲ جانشین جیووانی پاسکولی در کرسی گرامر یونانی و لاتین در مسینا شد و تا سال ۱۹۰۷ در آنجا ماند تا اینکه دانشگاه پیزا کرسی ادبیات یونان باستان را به او داد که تا سال ۱۹۴۸ در این کرسی بود. او رئیس آکادمی علوم، ادبیات و هنر لوکا و عضو آکادمی لینسی بود.
او مطالعات خود را به زبان‌شناسی کلاسیک محدود نکرد، بلکه نویسندگان دوران رنسانس، بیزانس و وحدت ایتالیا را نیز مورد مطالعه قرار داد. او یکی از اولین اعضای صلیب سبز بود که سال‌ها به عنوان رئیس آن خدمت کرد. به ابتکار او داموس ماتزییانا در پیزا که حامی سرسخت ایده‌های مازینی بود، اولین رئیس‌جمهور آنجا شد.
او که یک جمهوری‌خواه متقاعد بود، تا سال ۱۹۱۳ بخشی از حزب جمهوری‌خواه ایتالیا بود، تا اینکه پس از مخالفت با سیاست ممتنع این حزب، آن را ترک کرد. او نامزد حزب رادیکال ایتالیا برای کالج بوگو ا موتسانو در انتخابات عمومی ایتالیا در سال ۱۹۱۳ شد، اما توسط روحانی تومبا شکست خورد. او دوباره در انتخابات ۱۹۱۵ با حمایت چپ در لوکا شرکت کرد و پس از لغو پیروزی رقیبش به دلیل تقلب، انتخاب شد. او در سال‌های پس از جنگ جهانی اول از طرفداران مداخله‌گرایی شد و از سوسیالیست‌ها جدا شد. او که در سال‌های ۱۹۱۹ و ۱۹۲۱ مجدداً به پارلمان راه یافت، پس از انشعاب رادیکال‌ها وارد حزب سوسیال دموکراسی شد.
او خیلی زود هدف فاشیست‌های لوکا قرار گرفت و مجبور شد از تمام مناصب دولتی کناره‌گیری کند. پس از ترور جاکومو ماتئوتی، او و سایر ضدفاشیست‌های لوکا یک کمیته مخفی تشکیل دادند که در دوران مقاومت ایتالیا دوباره ظهور کرد. بعد از دستگیری او از ۵ ژانویه تا ۱۴ مه ۱۹۴۴ توسط رژیم فاشیستی، به عنوان اولین رئیس کمیته مخفیانه آزادی ملی شهر، مرجع دموکرات‌ها در لوکا تبدیل شد. در پایان جنگ جهانی دوم، او در سه مجلس قانونگذاری شرکت کرد. او استاد ممتاز دانشگاه پیزا شد، اگر چه در سال تحصیلی ۱۹۴۷-۱۹۴۸ در همانجا تدریس می‌کرد. او به دلیل بالا رفتن سن در ۱ نوامبر ۱۹۵۰ بازنشسته شد و سپس با فرمان ریاست‌جمهوری در ۲۹ ژانویه ۱۹۵۱ به مقام استادی ممتاز رسید. پس از بازگشت به حزب جمهوری‌خواه، در سال ۱۹۵۳ نامزد انتخابات سنا شد اما نتوانست کرسی خود را کسب کند.

## درگذشت
مانچینی در ۱۸ سپتامبر ۱۹۵۷ بر اثر خونریزی مغزی در لوکا درگذشت.